# Hail to the King
Hail to the King este al șaselea album de studio al trupei americane de heavy metal, Avenged Sevenfold. A fost lansat pe 23 august 2013 în Noua Zeelandă și Australia și a fost lansat pe iTunes pe 27 august 2013 și în America de Nord în aceeași zi. Albumul a fost produs de Mike Elizondo. Hail to the King este primul și singurul album de Avenged Sevenfold  care îl prezintă la baterie pe Arin Ilejay, înainte de plecarea lui în iulie 2015. Este și primul album Avenged Sevenfold fără contribuții muzicale ale predecesorului lui Ilejay, Jimmy "The Rev" Sullivan; piesă bonus, "St James", a fost scrisă în memoria sa.

## Lista cântecelor
Toate melodiile sunt scrise și compuse de M. Shadows, Zacky Vengeance, Synyster Gates și Johnny Christ. 
| Nr.             | Titlu                                         | Lungime |  |
| 1.              | „Shepherd of Fire”                            | 5:25    |  |
| 2.              | „Hail to the King”                            | 5:06    |  |
| 3.              | „Doing Time”                                  | 3:27    |  |
| 4.              | „This Means War”                              | 6:09    |  |
| 5.              | „Requiem”                                     | 4:23    |  |
| 6.              | „Crimson Day”                                 | 5:02    |  |
| 7.              | „Heretic”                                     | 5:00    |  |
| 8.              | „Coming Home”                                 | 6:26    |  |
| 9.              | „Planets”                                     | 6:01    |  |
| 10.             | „Acid Rain”                                   | 6:40    |  |
| 11.             | „Hail to the King (Bonus)” (cu videoclip)     |         |  |
| 12.             | „St. James (Bonus)” (scris de Synyster Gates) |         |  |
| Lungime totală: | Lungime totală:                               | 58:21   |  |